# Regionaal opleidingencentrum

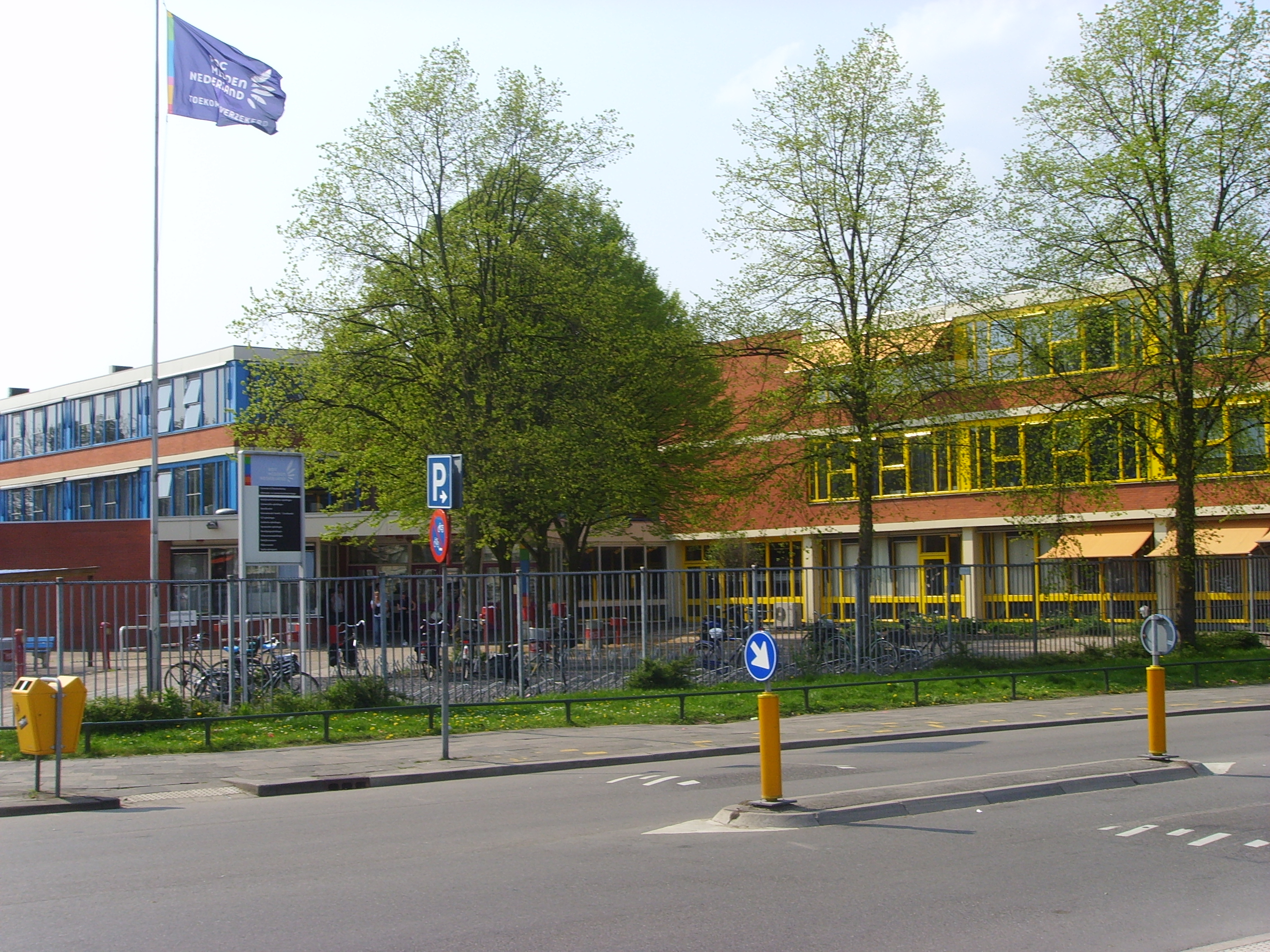
Das frühere Niels Stensen Lyceum in Utrecht ist heute das ROC Midden Nederland

Ein Regionaal opleidingencentrum (auch Regionaal opleidingscentrum, ROC, zu Deutsch: regionales Ausbildungszentrum) ist eine bestimmte Bildungseinrichtung in den Niederlanden. Dabei arbeiten Einrichtungen des berufsbildenden Zweiges Middelbaar beroepsonderwijs (MBO, zu Deutsch: weiterführende berufliche Bildung) mit der Erwachsenenbildung zusammen.
Die ROCs entstanden in den 1990er-Jahren als die meisten MBO-Schulen fusionierten. Dabei wurden aus etwa fünfhundert MBOs etwa fünfzig ROCs.